# Wang Hao (atleta)
Wang Hao (Mongolia Interior, China, 16 de agosto de 1989) es un atleta chino, especialista en la prueba de 20 km marcha, con la que llegó a ser campeón mundial en 2009.

## Carrera deportiva
En el Mundial de Berlín 2009 gana la medalla de oro en los 20 km marcha, con un tiempo de 1:19.06 que supuso su mejor marca personal, por delante del mexicano Éder Sánchez y del italiano Giorgio Rubino.